# Cette chanson-là
Singles de Michel Sardou
Le Cinéma d'Audiard
(1992) Loin
(2004)
Pistes de Français
L'Amérique de mes dix ans
Cette chanson-là est une chanson de Michel Sardou sortie en single le 27 mai 2000 puis paru sur l'album Français le 12 septembre 2000. Il s'agit de la seule chanson de l'opus à être parue en single.
Elle est écrite par Michel Sardou et composée par Michel Fugain, qui réalise par ailleurs l'album.

## Classement
Cette chanson-là atteint la 15e position du top 50, et la 21e en Belgique.
| Classement (2000) | Meilleure position |
| ----------------- | ------------------ |
| France            | 15                 |
| Belgique          | 21                 |